# 3月11日
3月11日（さんがつじゅういちにち）は、グレゴリオ暦で年始から70日目（閏年では71日目）にあたり、年末まであと295日ある。

## できごと

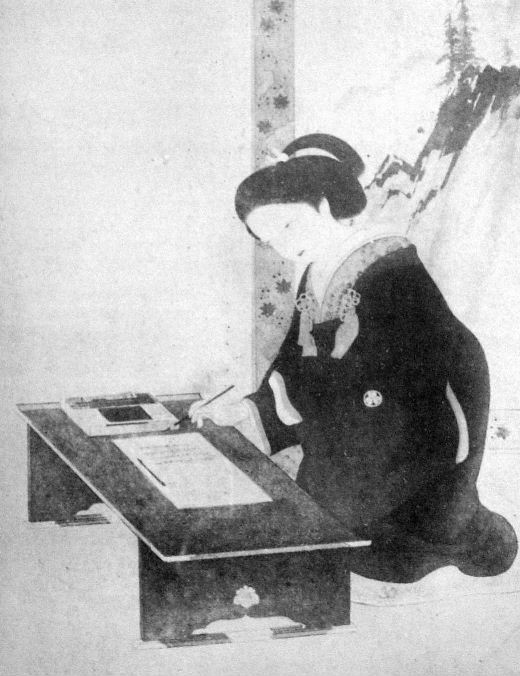
和宮親子内親王（皇女和宮）

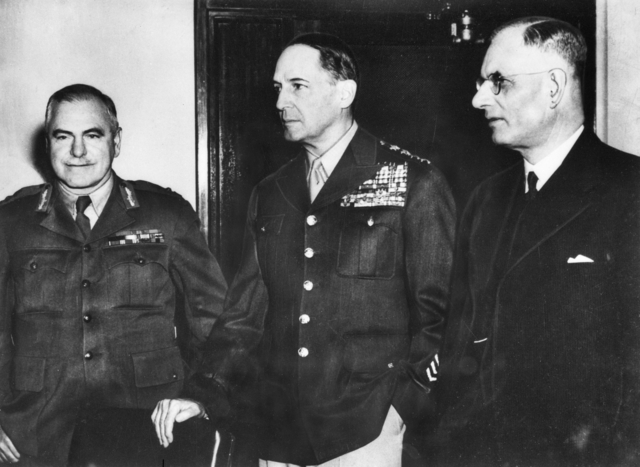
マッカーサー、オーストラリアに後退（撮影日は1942年3月26日）

惑星探査機「パイオニア10号」に搭載された金属板図版。

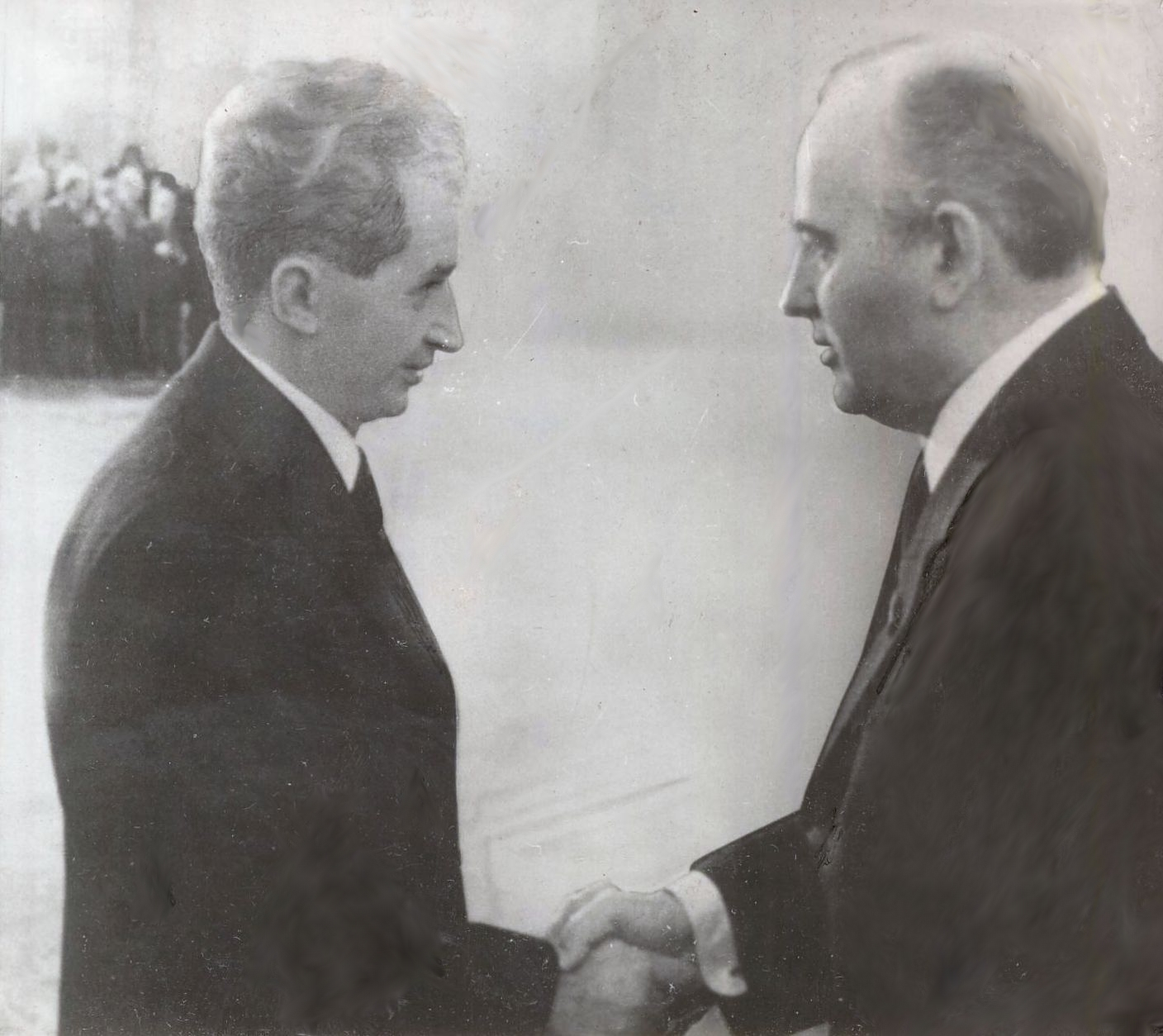
ソビエト連邦最高指導者への就任に先立って、1985年1月、ルーマニア社会主義共和国大統領ニコラエ・チャウシェスク（左）と会見するミハイル・ゴルバチョフ（右）

- 222年 - 帝政ローマの皇帝ヘリオガバルスが近衛隊プラエトリアニによって暗殺される。
- 664年（天智天皇3年2月9日）- 中大兄皇子（後の天智天皇）が、弟の大海人皇子（後の天武天皇）に命じて冠位二十六階を定める。
- 708年（和銅元年2月15日） - 元明天皇が、都を藤原京から平城京に遷す詔を発せられる。
- 1510年 - メディチ家出身のレオ10世がローマ教皇に就任。
- 1580年（天正8年2月16日）- 織田信長が、安土城下の沼を埋め立て、イエズス会のイタリア人宣教師オルガンティノに、セミナリヨ（神学校）の建設用地を与える[1]。
- 1649年 - フランス王国で起こったフロンドの乱の一局面としてリュイユ和議（英語版）が締結される。
- 1708年 - イギリス女王アンがスコットランド民兵法の裁可について拒否権を発動。
- 1795年 - マラーター王国を中心とするマラーター同盟とニザーム王国の軍勢が激突し、マラーター側が勝利した（カルダーの戦い）。
- 1851年 - ジュゼッペ・ヴェルディ作曲のオペラ『リゴレット』がヴェネツィアのフェニーチェ劇場で初演。
- 1862年（文久2年2月11日） - 皇女和宮の降嫁: 幕末の日本で徳川家茂と和宮親子内親王（皇女和宮）の婚儀が執り行われる。
- 1867年 - ジュゼッペ・ヴェルディ作曲のオペラ『ドン・カルロ』がパリで初演。
- 1869年 - アルマン・ダヴィドがジャイアントパンダの存在を“発見”する（中国四川省で配色の特殊なクマの毛皮を見出す）。
- 1879年 - 琉球処分: 明治政府が琉球藩を廃して沖縄県を設置し、琉球藩王・尚泰王に東京居住を命じる。
- 1881年 - 日本訪問中のハワイ王国国王カラカウアが赤坂仮御所を訪問、明治天皇との単独会談を行い、ハワイ・アジア連合を構築し明治天皇がその盟主となること、また姪のカイウラニを日本の皇室に嫁がせることなどを提案する。
- 1892年 - 品川弥二郎が第2回衆議院議員総選挙での選挙干渉を非難され、内務大臣を辞任。
- 1901年 - 国木田独歩の初の作品集『武蔵野』が発行。
- 1906年 - 東京都で電車焼き討ち事件が発生。東京市内の東京市街鉄道・東京電車鉄道・東京電気鉄道の電車運賃値上げに市民が反対。鉄道会社・変電所・市庁舎を巡るデモが暴徒化し、電車の焼き討ち・新聞社への襲撃が発生した。
- 1912年 - 中華民国臨時大統領・袁世凱統治下の同国が中華民国臨時約法を公布・施行する。
- 1914年 - イギリスの外交官ヘンリー・マクマホンが、イギリス領インド帝国、ロシア帝国、モンゴル、チベット、中華民国北洋政府等の相互干渉地帯で、イギリス領インド帝国とチベット地方政府による国境線「マクマホンライン」を引く。
- 1920年 - ロシアで尼港事件が発生。シベリアはニコライエフスク（現・ニコラエフスク・ナ・アムーレ）に出兵中の日本軍が、武装解除を要求した抗日パルチザンに攻撃し、敗北する。
- 1923年 - 目黒蒲田電鉄（東京急行電鉄の前身）目蒲線、目黒 - 丸子（現・沼部）間が開通。
- 1924年 - プロ野球団体阪神タイガースの本拠地、阪神甲子園球場（当時は阪神電車甲子園大運動場）が起工。
- 1933年 - 成田線にて笹川～松岸間が開通し、これにより成田線は全線開通を迎えた。
- 1934年 - 日本野鳥の会創立。
- 1941年 - 第二次世界大戦: アメリカ大統領フランクリン・ルーズベルトにより、レンドリース法（武器貸与法）が制定される。
- 1942年 - 第二次世界大戦・フィリピンの戦い: マッカーサー将軍がコレヒドール島から退却。
- 1945年 - フランス領インドシナがフランスから独立。ベトナム帝国を成立させ、日本への恭順を宣言。
- 1948年 - 福岡県で起こった九州大学生体解剖事件の軍事裁判開廷（横浜軍事法廷、8月27日判決）。
- 1955年 - 東京大学生産技術研究所AVSA班が、早稲田実業学校校庭で初のペンシルロケットの水平試射を行う[2]。
- 1960年 - パイオニア計画: アメリカ合衆国のNASAが惑星探査機「パイオニア5号」を打ち上げる。
- 1966年 - インドネシアのスカルノ大統領が、政治権限をスハルト陸将に委譲する「3月11日命令書」にサインし、スハルトが大統領代行に就任する。
- 1966年 - 菊富士ホテル火災が発生: 群馬県利根郡水上町（現・みなかみ町）にある菊富士ホテルが全焼し、茨城県のタバコ組合の団体客など30人が死亡する。
- 1970年 - ボーイング747（ジャンボジェット）が日本へ初飛行。
- 1970年 - ブラジルで大口サンパウロ総領事が誘拐される。ブラジル政府が誘拐犯の要求を受け入れ、同年3月15日に解放[3]。
- 1980年 - 都市銀行6行の現金自動支払機（CD）相互接続ネットワーク「SICS」が運用開始。
- 1981年 - 国鉄再建法施行令公布。廃止対象となる特定地方交通線選定の基準を明確化。
- 1983年 - NKA497便（札幌丘珠発中標津行）YS-11型が着陸に失敗、中標津空港付近の林に墜落する事故が発生。機体が炎上しなかったため、乗客53人に死者は出なかった。
- 1984年 - 宮崎駿監督のアニメ映画『風の谷のナウシカ』が、日本で公開[4]。
- 1985年 - ミハイル・ゴルバチョフがソビエト連邦の最高指導者に就任。
- 1988年 - アメリカ大統領ロナルド・レーガンがパナマに対して経済制裁を発動。
- 1989年 - JR四国が鉄道総合研究所と共同開発した世界初の制御付振子式2000系気動車が運行開始。
- 1990年 - リトアニアが、1940年になされたソビエト連邦への加入は強制併合であったと主張し、無効であるとして連邦からの脱退・独立を宣言。
- 1992年 - 中国が核拡散防止条約に批准。
- 1994年 - ゼネコン汚職事件で中村喜四郎前建設相が逮捕される。27年ぶりとなる国会会期中の現職国会議員の逮捕。
- 1997年 - 茨城県東海村にある動燃再処理施設で爆発事故が発生し、労働者37人が低レベルの放射線に被曝する。
- 1999年 - インフォシス・テクノロジーズがインドの企業では初めてNASDAQに上場。
- 2000年 - 茂原市重機オペレーター殺害事件が発生。被疑者が検挙されるまで行方不明事件として扱われていた。
- 2004年 - マドリード列車爆破テロ事件発生: スペインのマドリードで通勤列車の連続爆破テロが発生し、死者191人を出す。
- 2004年 - 群馬県高崎市で高崎小1女児殺害事件が発生。
- 2006年 - ミシェル・バチェレが第34代チリ大統領に就任。
- 2009年 - イラク高等法廷が、元・イラク共和国副首相兼外相ターリク・アズィーズに係る「人道に対する罪」「戦争犯罪」等を認め、禁固15年の判決を下す。
- 2009年 - ドイツでヴィネンデン銃乱射事件が発生。
- 2010年 - セバスティアン・ピニェラが第35代チリ大統領に就任[5]。
- 2010年 - チリのピチレムを震源とするピチレム地震が発生。
- 2010年 - 農林水産省が「ため池百選」を選定。
- 2010年 - 茨城県にて、航空自衛隊百里飛行場が茨城空港として民間共用を開始。
- 2011年 - 三陸沖にて、東北地方太平洋沖地震（東日本大震災）が発生。日本・本州北部沖の太平洋西部海底を震源とするマグニチュード9.0の超巨大地震、及び大津波が発生。死者・行方不明者2万2000人以上を出す大震災となった[6]。

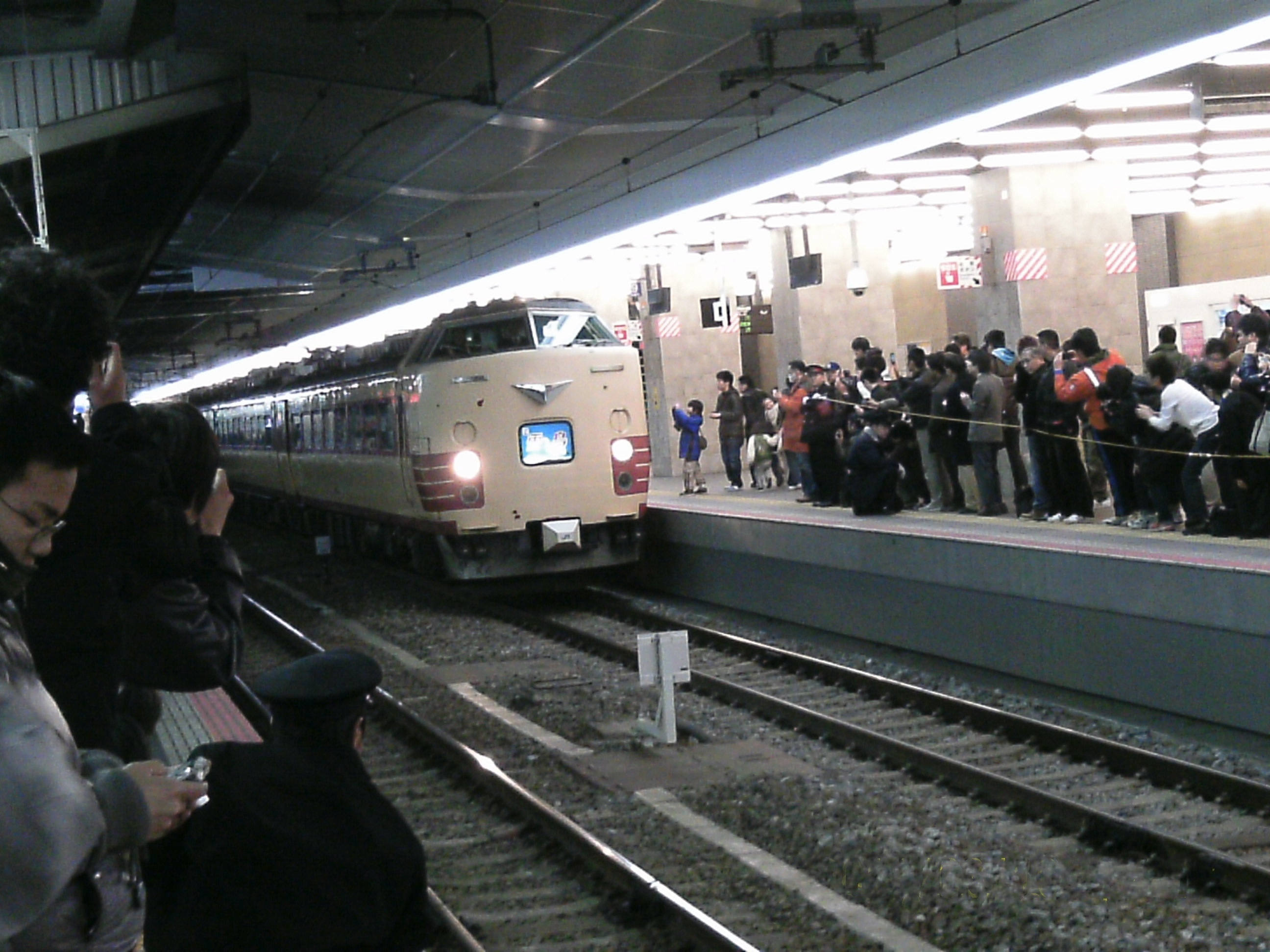
特急「雷鳥」廃止(2011)。

- 2012年 - フランスのトゥールーズでミディ＝ピレネー連続銃撃事件の最初の銃撃事件が発生[7]。
- 2018年 - 中国、全人代にて国家主席及び副主席の任期（1期5年、再々任は認めない）を撤廃する憲法改正案を可決[8]。17日に習近平が主席に再選された。
- 2020年 - 世界保健機関（WHO）がCOVID-19の発生を世界的なパンデミックと宣言[9]。
- 2020年 - 日本高等学校野球連盟が、新型コロナウイルス感染症の拡大に伴い同年3月19日から開催される予定であった第92回選抜高校野球大会を中止とすることを発表。選抜大会において、戦時中を除き予定されていた大会が中止となるのは史上初[10]。
- 2024年 - 国際刑事裁判所（ICC）の所長に、裁判官の互選により赤根智子裁判官が選出される[11]。日本人がICCの所長に就任するのは初めて。

## 誕生日

### 人物

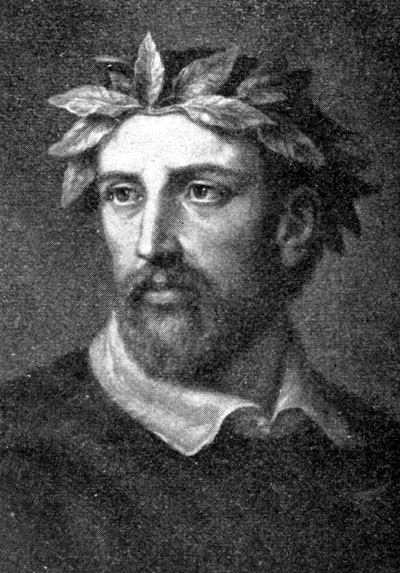
詩人トルクァート・タッソ（1544-1595年）誕生。代表作は『解放されたエルサレム』（1575年）。

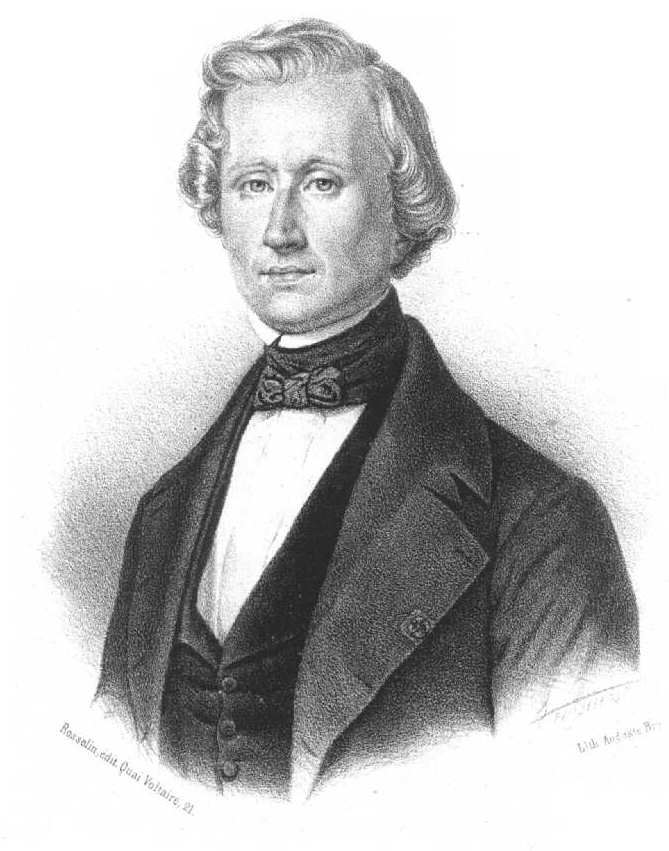
天文学者ユルバン・ルヴェリエ（1811-1877年）誕生。海王星の発見者の1人。

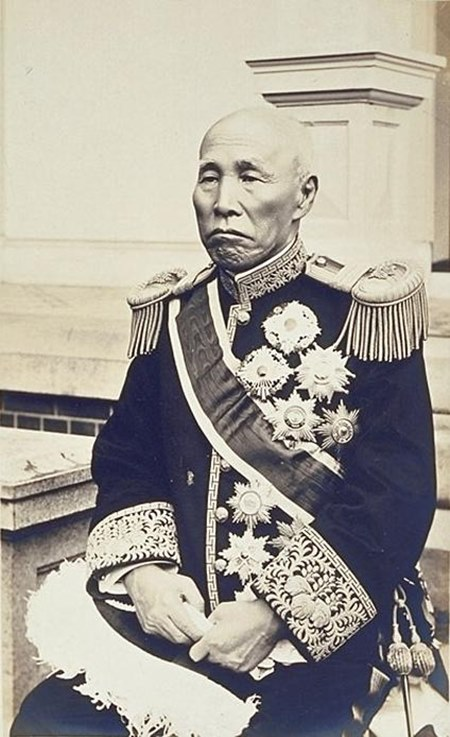
政治家・大隈重信（1838-1922年）誕生。大日本帝国第8代・第17代内閣総理大臣等を務めた。

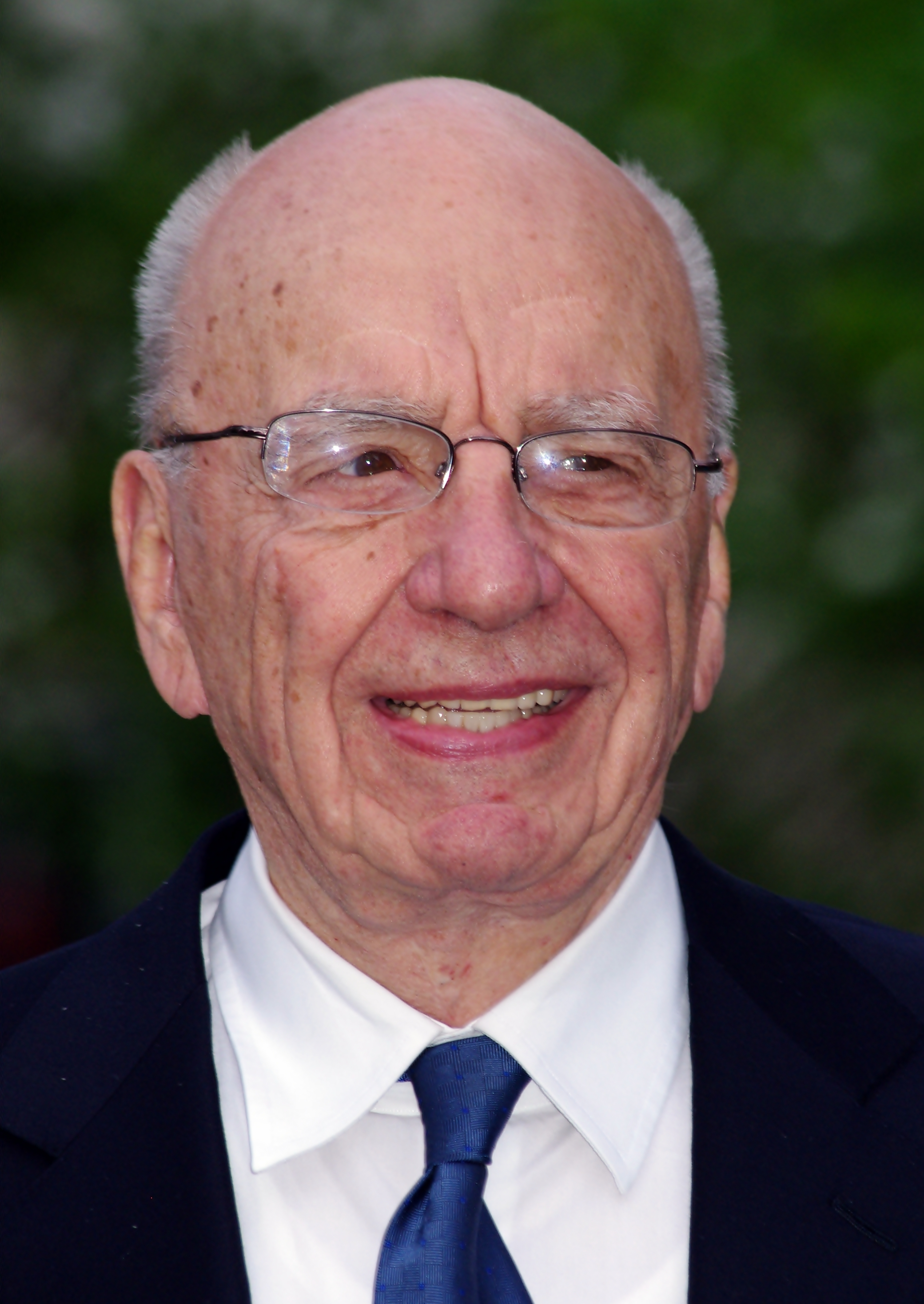
実業家ルパート・マードック（1931年 - ）誕生。ニューズ・コープの創設者にして会長兼CEO。

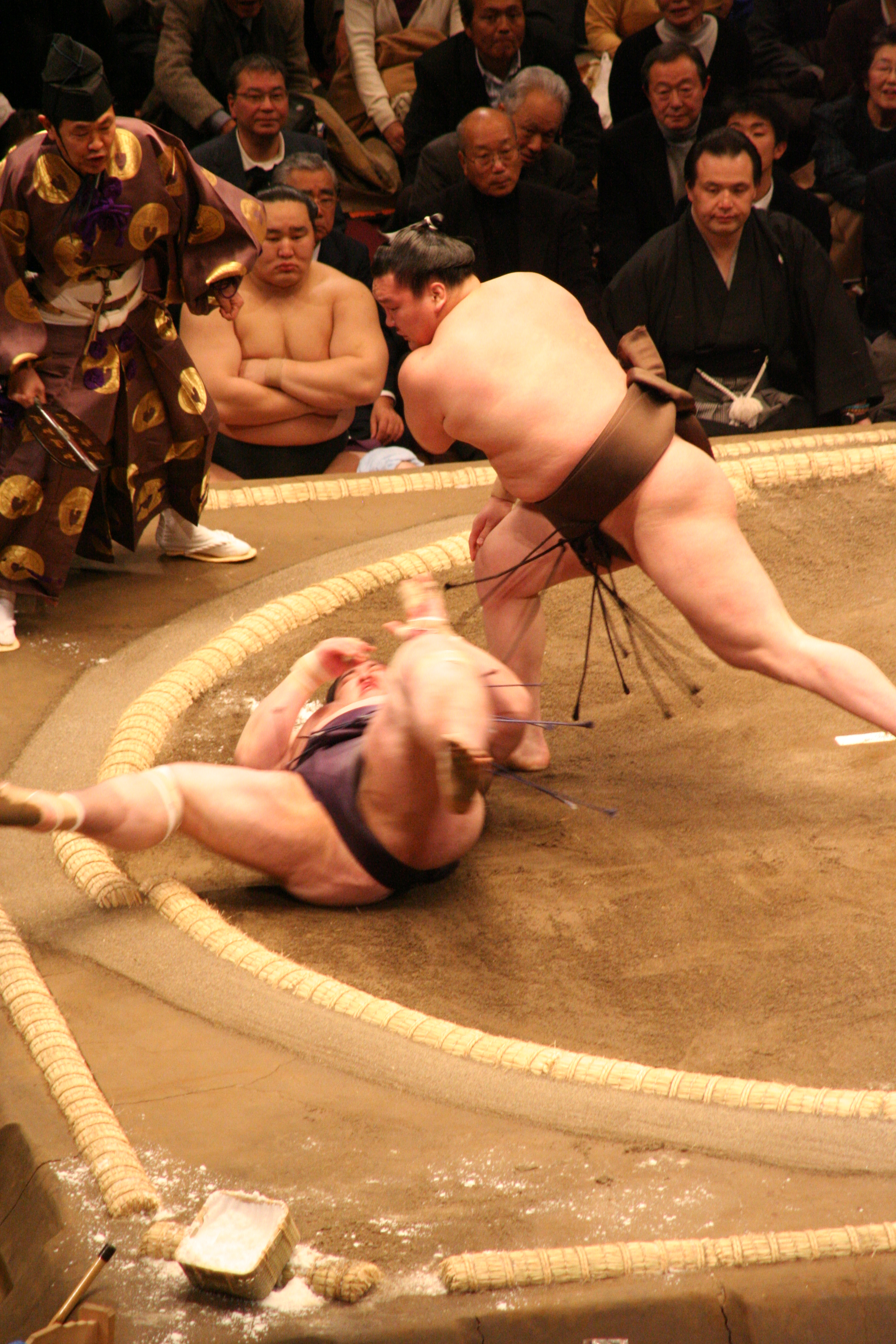
横綱・白鵬翔（1985年 - ）誕生。

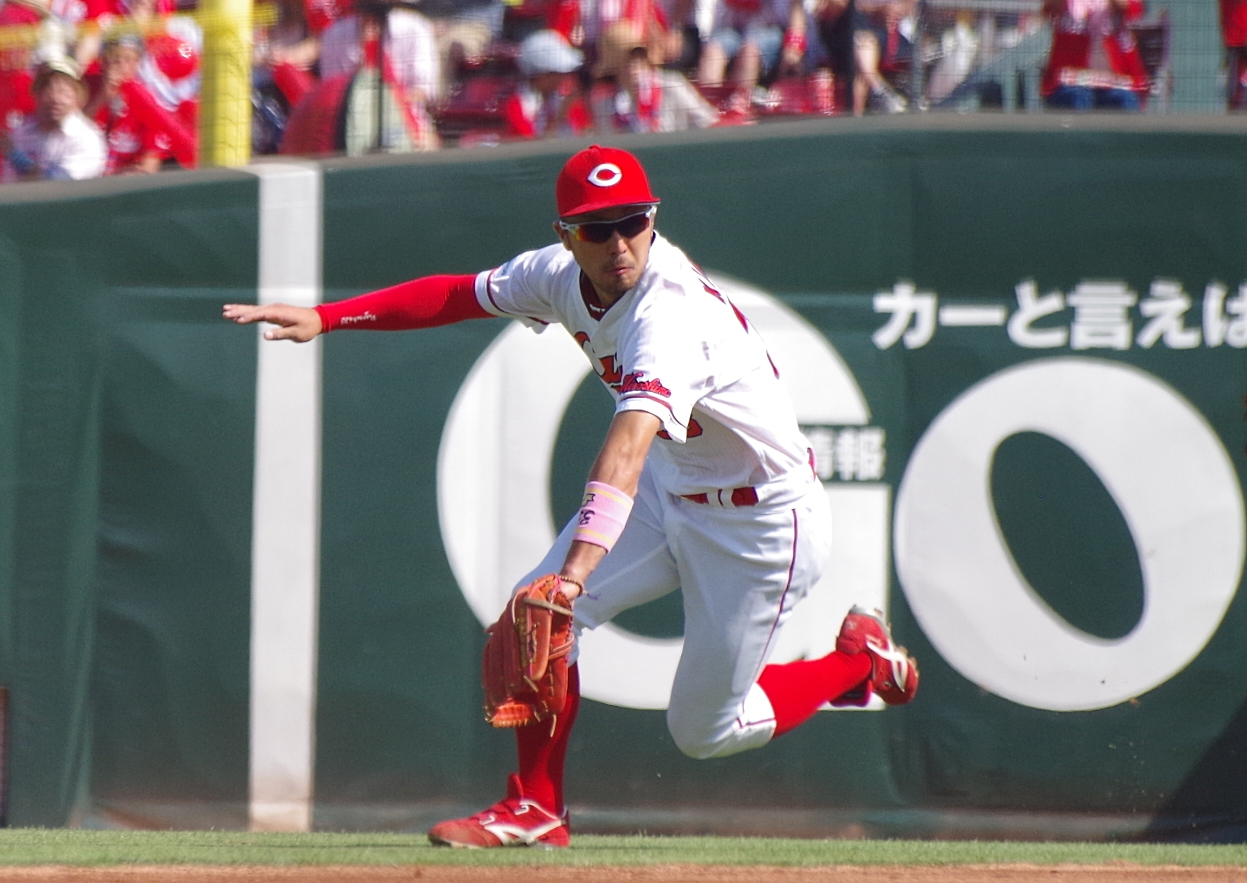
プロ野球選手・菊池涼介（1990 - ）誕生。「忍者」と呼ばれる抜群の守備力を持つ。

- 1544年 - トルクァート・タッソ、詩人（+ 1595年）
- 1638年（寛永15年1月26日） - 藤堂高久、津藩主（+ 1703年）
- 1738年（元文3年1月21日） - 脇坂安弘、龍野藩主（+ 1757年）
- 1751年（宝暦元年2月14日） - 松平治郷、松江藩主、茶人（+ 1818年）
- 1752年（宝暦2年1月26日） - 植村家久、高取藩主（+ 1779年）
- 1779年（安永8年1月24日） - 欣子内親王、光格天皇の中宮（+ 1846年）
- 1785年 - ジョン・マクレーン、第9代アメリカ合衆国郵政長官（+ 1861年）
- 1786年 - パウル・アントン・エステルハージ、ハンガリーの外交官（+ 1866年）
- 1811年 - ユルバン・ルヴェリエ、天文学者（+ 1877年）
- 1812年 - ジェイムズ・スピード、アメリカ合衆国司法長官（+ 1887年）
- 1813年（文化10年2月9日） - 藤堂高猷、津藩主（+ 1895年）
- 1818年 - アントニオ・バッジーニ、作曲家・ヴァイオリニスト（+ 1897年）
- 1818年 - マリウス・プティパ、バレエダンサー、振付師、台本作家（+ 1910年）
- 1822年 - ジョゼフ・ベルトラン、数学者（+ 1890年）
- 1838年（天保9年2月16日） - 大隈重信、教育者、第5代内閣総理大臣、東京専門学校（現・早稲田大学）創設者（+ 1922年）
- 1868年（慶応4年2月18日） - 小川芋銭、日本画家（+ 1938年）
- 1870年 - ルイ・バシュリエ、数学者（+ 1946年）
- 1872年 - 吉田恒三、声明研究者、作曲家（+ 1957年）
- 1877年 - モーリス・アルブヴァクス、社会学者（+ 1945年）
- 1878年 - 梅ヶ谷藤太郎 (2代)、大相撲第20代横綱（+ 1927年）
- 1881年 - 古今亭志ん上、落語家（+ 1938年）
- 1883年 - 加藤鐐五郎、政治家（+ 1970年）
- 1887年 - ラオール・ウォルシュ、映画監督（+ 1980年）
- 1890年 - ヴァネヴァー・ブッシュ、技術者（+ 1974年）
- 1891年 - マイケル・ポランニー、物理化学者、哲学者（+ 1976年）
- 1892年 - 高柳光寿、歴史学者（+ 1969年）
- 1894年 - オットー・グローテヴォール、政治家、ドイツ民主共和国（東ドイツ）首相（+ 1964年）
- 1897年 - ヘンリー・カウエル、作曲家（+ 1965年）
- 1898年 - 綾櫻由太郎、大相撲力士（+ 1982年）
- 1898年 - ドロシー・ギッシュ、女優（+ 1968年）
- 1899年 - フレゼリク9世、デンマーク王（+ 1972年）
- 1901年 - ローゼ・アウスレンダー、詩人（+ 1988年）
- 1902年 - 御手洗毅、キヤノン創始者の1人（+ 1984年）
- 1903年 - 深田久弥、小説家（+ 1971年）
- 1903年 - 小泉哲三、実業家（+ 1981年）
- 1903年 - 飛沢栄三、高校野球指導者（+ 1967年）
- 1907年 - ヘルムート・イェームス・フォン・モルトケ、反ナチス・ドイツ運動家（+ 1945年）
- 1907年 - 安田光昭、教育者、政治家（+ 1993年）
- 1910年 - ジャシンタ・マルト、福者（+ 1920年）
- 1912年 - 岩本義行、プロ野球選手（+ 2008年）
- 1913年 - ヴォルフ・ディートリッヒ・ヴィルケ、ドイツ空軍のエース・パイロット（+ 1944年）
- 1913年 - ジョン・ワインツワイグ、作曲家（+ 2006年）
- 1915年 - J・C・R・リックライダー、計算機科学者（+ 1990年）
- 1916年 - ハロルド・ウィルソン、政治家、第67・69代イギリス首相（+ 1995年）
- 1917年 - 原田伴彦、歴史学者（+ 1983年）
- 1917年 - 小島慶三、エコノミスト、経済学者、政治家（+ 2008年）
- 1920年 - ニコラス・ブルームバーゲン、物理学者（+ 2017年）
- 1921年 - アストル・ピアソラ、バンドネオン奏者（+ 1992年）
- 1921年 - 福井敏雄、お天気キャスター（+ 2005年）
- 1922年 - 和田寿郎、心臓外科医（+ 2011年）
- 1923年 - ルイーズ・ブラフ、テニス選手（+ 2014年）
- 1923年 - 梅田修、経営コンサルタント
- 1924年 - フランコ・バザリア、精神科医（+ 1980年）
- 1925年 - 岩崎福三、実業家（+ 2012年）
- 1925年 - ピーター・R・ハント、映画監督（+ 2002年）
- 1926年 - ポール・パヴィオ、映画監督
- 1927年 - 石牟礼道子、小説家（+ 2018年）
- 1927年 - 北村和夫、俳優（+ 2007年）
- 1928年 - 中村芝翫 (7代目)、歌舞伎役者（+ 2011年）
- 1931年 - ルパート・マードック、実業家
- 1931年 - 近藤信行、評論家（+ 2022年）
- 1932年 - 栗田勝、騎手（+ 1980年）
- 1935年 - 喜多道枝、女優、声優（+ 2024年）
- 1936年 - ハラルド・ツア・ハウゼン、ウイルス学者（+ 2023年）
- 1937年 - 池長潤、カトリック聖職者
- 1938年 - 梅宮辰夫、俳優（+ 2019年）
- 1941年 - 古森義久、ジャーナリスト
- 1943年 - 周富徳、料理人（+ 2014年）
- 1943年 - 藤中章三、経済人、日本経営数理コンサルティング創業者
- 1944年 - 本間正明、経済学者
- 1947年 - 市原稔、元プロ野球選手
- 1947年 - トリスタン・ミュライユ、作曲家
- 1948年 - ドミニク・サンダ、女優
- 1949年 - オスマン・サンコン、タレント、ギニア親善大使
- 1949年 - ソヘイラ・スィッディーキー、軍人、政治家（+ 2020年）
- 1950年 - 麻実れい、女優
- 1950年 - 渡辺哲、俳優
- 1950年 - 平口広美、漫画家
- 1950年 - ジェリー・ザッカー、映画監督、映画プロデューサー
- 1950年 - ボビー・マクファーリン、ジャズ歌手
- 1950年 - カティア・ラベック、ピアニスト（ラベック姉妹）
- 1951年 - 佐藤隆、シンガーソングライター
- 1951年 - 松崎悦子、歌手（チェリッシュ）
- 1951年 - 西城賢策、政治家
- 1952年 - ダグラス・アダムス、小説家（+ 2001年）
- 1952年 - 簑田浩二、元プロ野球選手
- 1952年 - 竹田和夫、ギタリスト
- 1953年 - デレック・デイリー、元F1レーサー
- 1954年 - BORO、シンガーソングライター
- 1954年 - デヴィッド・ニューマン、作曲家
- 1955年 - ニーナ・ハーゲン、歌手
- 1955年 - 高木文堂、政治家
- 1956年 - 小宮孝泰、タレント
- 1956年 - クリスチャン・ラッセン、画家
- 1957年 - ガーセム・ソレイマーニー、軍人（+ 2020年）
- 1957年 - 山形ユキオ、歌手
- 1957年 - シェリル・リン、歌手
- 1958年 - 織田哲郎、歌手、作曲家
- 1958年 - 深沢茂之、裁判官
- 1958年 - 藤本宗利、国文学者
- 1958年 - 松宮孝明、刑法学者
- 1958年 - エディ・ローソン、オートバイレーサー
- 1959年 - 板野一郎、演出家、アニメーター
- 1959年 - ニナ・ハートレー、ポルノ女優
- 1959年 - フィル・ブラッドリー、元プロ野球選手
- 1960年 - 佐藤順一、アニメ監督
- 1961年 - イライアス・コティーズ、俳優
- 1961年 - 小島正幸、アニメ監督
- 1961年 - 倉敷保雄、フリーアナウンサー
- 1962年 - 斉藤ルミ子、タレント
- 1963年 - 河井克行、政治家
- 1963年 - 谷村仁司、ものまねタレント
- 1965年 - 三木谷浩史、実業家、楽天グループ創業者・社長、東北楽天ゴールデンイーグルス会長
- 1965年 - 中井美穂、フリーアナウンサー
- 1965年 - 古本伸一郎、政治家
- 1965年 - 佐藤伊知子、元バレーボール選手、指導者
- 1965年 - デビッド・ラシャペル、写真家
- 1966年 - 草刈滉一、俳優
- 1966年 - 鈴木研一、ミュージシャン（人間椅子）
- 1967年 - ドゥエイン・ホージー、元プロ野球選手
- 1967年 - 浅香守生、アニメーション監督
- 1967年 - ヘンゾ・グレイシー、プロ格闘家、柔術家
- 1967年 - 竹下宏太郎、俳優
- 1968年 - 大沢たかお、俳優
- 1968年 - リサ・ローブ、シンガーソングライター
- 1969年 - 中村江里子、タレント、アナウンサー
- 1969年 - 井浦秀知、俳優、歌手
- 1969年 - テレンス・ハワード、俳優
- 1969年 - 小林十市、バレエダンサー、振付師
- 1970年 - ペドロ・カステヤーノ、元プロ野球選手
- 1970年 - 大平貴之、エンジニア、プラネタリウムクリエイター
- 1970年 - 高木延秀、元アイドル（元忍者）
- 1970年 - 大達一真、ドラマー
- 1971年 - 李尚勲（サムソン・リー）、元プロ野球選手
- 1971年 - 角澤照治、テレビ朝日アナウンサー
- 1972年 - UA、歌手
- 1972年 - 村瀬哲史、学習塾講師（地理）、コメンテーター
- 1972年 - 早稲田ちえ、漫画家
- 1972年 - ティミィ・キーナン、元社会人野球選手
- 1972年 - サロモン・トーレス、元プロ野球選手
- 1973年 - 南山真、プロバスケットボール選手
- 1973年 - 坂田亘、プロレスラー
- 1973年 - 平井元喜、ピアニスト、作曲家
- 1974年 - ボビー・アブレイユ、元プロ野球選手
- 1974年 - 奥山佳恵、タレント
- 1974年 - 山崎智也、競艇選手
- 1974年 - アドゴニー・ロロ、タレント
- 1975年 - 八馬幹典、元プロ野球選手
- 1975年 - 黒田雅之、サックス奏者
- 1976年 - 三瀬幸司、元プロ野球選手
- 1976年 - ラデク・バボラーク、ホルン奏者
- 1976年 - トーマス・グラヴェセン、元サッカー選手
- 1976年 - ピタ・アラティニ、ラグビー選手
- 1978年 - 神門光太朗、NHKアナウンサー
- 1978年 - 本田俊介、NHKアナウンサー
- 1978年 - EMI、ファッションモデル
- 1978年 - アルベルト・ルケ、元サッカー選手
- 1978年 - ミハル・ドレジャル、スキージャンプ選手
- 1978年 - ディディエ・ドログバ、元サッカー選手
- 1979年 - エルトン・ブランド、元バスケットボール選手
- 1979年 - 平井俊輔、お笑い芸人（どりあんず）
- 1980年 - 富田晶子、フレアバーテンダー、モデル
- 1981年 - 岩寺基晴、ミュージシャン（サカナクション）
- 1981年 - 潘武雄、元プロ野球選手
- 1982年 - ソーラ・バーチ、女優
- 1982年 - 郷司利也子、プロボクサー
- 1982年 - ブライアン・アンダーソン、プロ野球選手
- 1983年 - 龍皇昇、元大相撲力士
- 1983年 - 小西翔、プロ野球選手
- 1983年 - 島田和菜、グラビアアイドル
- 1983年 - 藤本梨恵、オートレーサー、元プロボクサー
- 1984年 - イシノユウキ、ミュージシャン（Jam9）
- 1984年 - 土屋アンナ、モデル、女優、歌手
- 1985年 - 白鵬翔、元大相撲力士、第69代横綱、年寄13代宮城野
- 1985年 - ソーニャ・ラデヴァ、フィギュアスケート選手
- 1985年 - ルイス・エルナンデス、フィギュアスケート選手
- 1986年 - 篠田麻里子、タレント、歌手、ファッションモデル（元AKB48）
- 1986年 - 伊藤桃、タレント
- 1987年 - 滝ありさ、元グラビアアイドル
- 1987年 - 落合佑介、俳優
- 1987年 - 朝倉ことみ、元AV女優
- 1987年 - マイク・ボルセンブローク、プロ野球選手
- 1987年 - 長月達平、ライトノベル作家
- 1987年 - 西上いつき、鉄道運転士、鉄道アナリスト
- 1988年 - ファビオ・コエントラン、サッカー選手
- 1988年 - 中嶋勝彦、プロレスラー
- 1988年 - ピコ、歌手
- 1988年 - 佐藤飛鳥、ファッションモデル
- 1989年 - アントン・イェルチン、俳優（+ 2016年）
- 1989年 - チェルシー舞花、ファッションモデル
- 1990年 - 森田あゆみ、プロテニス選手
- 1990年 - 菊池涼介、プロ野球選手
- 1990年 - 西口杏里沙、声優
- 1990年 - 山本詠美子、ミュージカル俳優、歌手、司会者
- 1991年 - 中﨑雄太、元プロ野球選手
- 1991年 - 京泉智士、ファッションモデル
- 1991年 - リンリン、歌手（元モーニング娘。）
- 1991年 - 桜井紗稀、グラビアアイドル
- 1992年 - 東山奈央[12]、声優
- 1992年 - 菅原隆一、騎手、元子役
- 1992年 - 三浦伊織、野球選手
- 1993年 - ささの友間、俳優
- 1994年 - 榊原春奈、ボート競技選手
- 1994年 - 熊谷望那、アナウンサー
- 1994年 - 荒篤山太郎、大相撲力士
- 1995年 - 里々佳、モデル、グラビアアイドル
- 1995年 - 才川コージ、俳優
- 1995年 - 江里口裕輝、騎手
- 1995年 - 深井一希、サッカー選手
- 1996年 - 川口翔子、女優、モデル
- 1996年 - 瀬口黎弥、パフォーマー（FANTASTICS from EXILE TRIBE）
- 1997年 - 岩谷翔吾、パフォーマー（THE RAMPAGE from EXILE TRIBE）
- 1997年 - カンザキイオリ、シンガーソングライター、ボカロP、小説家
- 1997年 - 野澤真央、プロゴルファー
- 1997年 - 宮瀬なこ、グラビアアイドル
- 1997年 - 百瀬大騎、元プロ野球選手
- 1998年 - 遠坂めぐ、シンガーソングライター
- 2000年 - みくぴ、元モデル
- 2002年 - 半井重幸（Shigekix）、ブレイクダンサー
- 2002年 - 西舘勇陽、プロ野球選手
- 2003年 - 松本春姫、元子役
- 2003年 - 門脇実優菜、アイドル（元STU48）
- 2004年 - 久家心、子役
- 2004年 - ジャクソン・チョーリオ、プロ野球選手
- 2006年 - 岡本留佳、テコンドー選手
- 2010年 - 王一涵、フィギュアスケーター
- 生年不詳 - 水森暦、漫画家
- 生年不詳 - 京三紗、女優、宝塚歌劇団専科所
- 生年不詳 - 奥正史、声優
- 生年不詳 - 翠千賀、オペラ歌手
- 生年不詳 - 細谷カズヨシ、声優

### 人物以外（動物など）
- 2008年 - ロードカナロア、競走馬
- 2011年 - トーホウジャッカル、競走馬
- 2014年 - ペルシアンナイト、競走馬

## 忌日

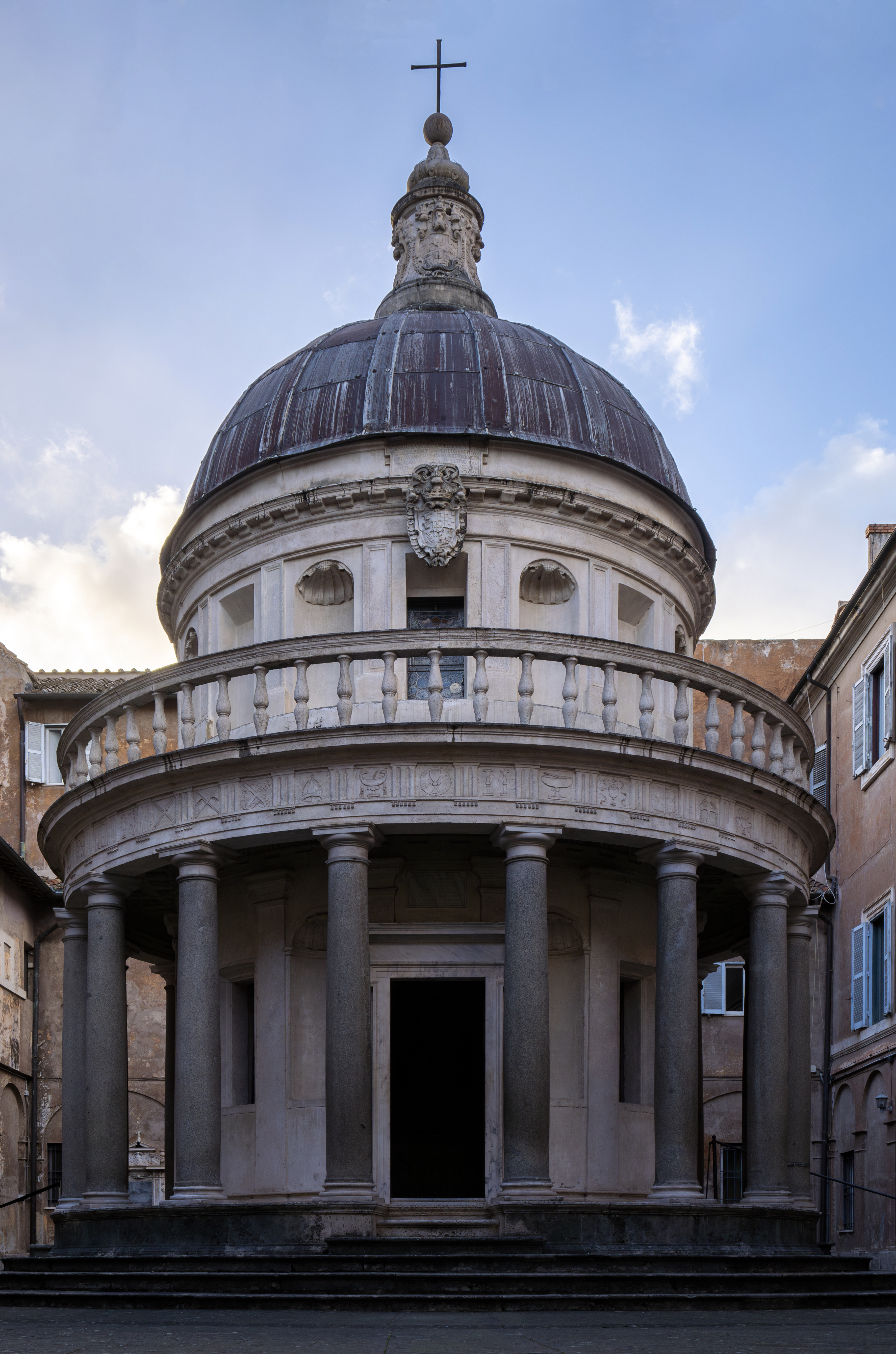
盛期ルネサンスの建築家ドナト・ブラマンテ（1444-1514年）没。画像は彼が遺したサン・ピエトロ・イン・モントリオ教会のテンピエット（1502年頃）。

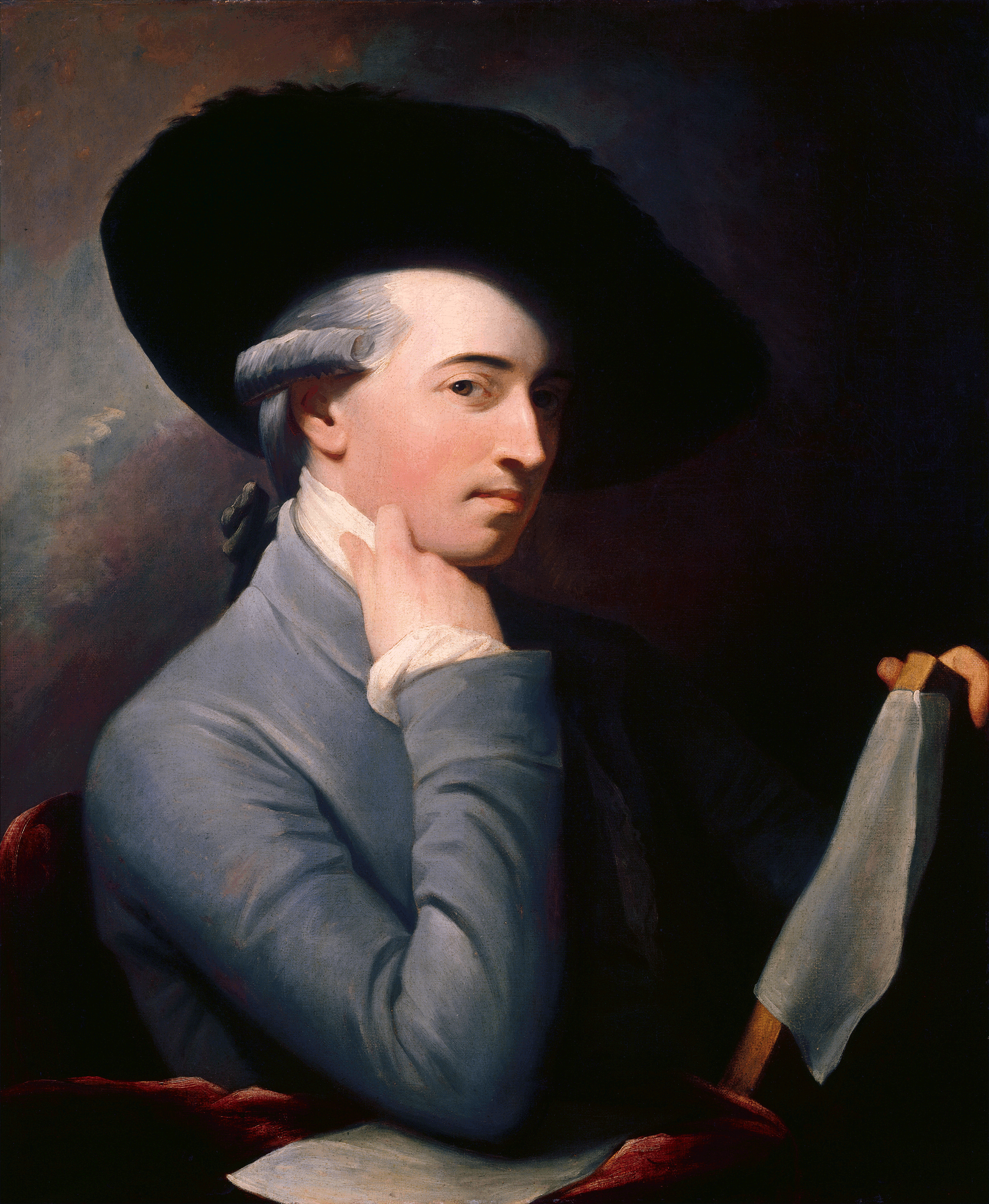
新古典主義の画家ベンジャミン・ウエスト（1738-1820年）没。画像は自画像。

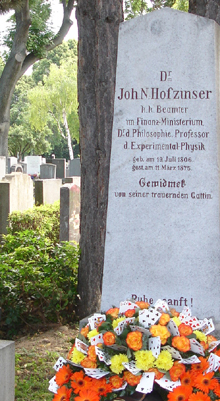
カード手品の父と呼ばれる奇術師ヨハン・ネポムク・ホーフツィンザー（1806-1875年）没。画像はウィーンにある墓石。

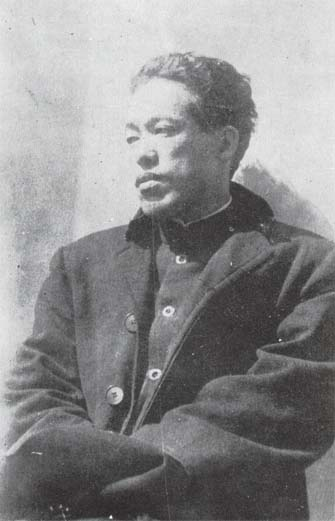
作家夢野久作（1889-1936年）没。代表作『ドグラ・マグラ』（1935年）は推理小説三大奇書に数えられる。

- 753年（天平勝宝5年1月28日） - 平群広成、遣唐使判官
- 1486年 - アルブレヒト・アヒレス、ブランデンブルク選帝侯（* 1414年）
- 1514年 - ドナト・ブラマンテ、建築家（* 1444年頃）
- 1576年 - フアン・デ・サルセード、探検家（* 1549年）
- 1564年（永禄7年1月28日） - 原虎胤、戦国武将（* 1497年）
- 1602年 - エミリオ・デ・カヴァリエーリ、作曲家（* 1550年頃）
- 1628年 - アルフォンソ・フェッラボスコ2世、作曲家、ヴァイオル奏者（* 1575年頃）
- 1666年（寛文6年2月6日） - 千姫、徳川秀忠の娘、豊臣秀頼の正室（* 1597年）
- 1672年（寛文12年2月12日） - 一条昭良、江戸時代の公卿（* 1605年）
- 1689年 - サンバージー・ボーンスレー、第2代マラーター王（+1657年）
- 1770年（明和7年2月14日） - 大石大三郎、広島藩士（* 1702年）
- 1820年 - ベンジャミン・ウエスト、画家（* 1738年）
- 1820年 - アレグザンダー・マッケンジー、探検家（* 1764年）
- 1840年 - ジョージ・ウォルフ、ペンシルベニア州知事（* 1777年）
- 1842年（天保13年1月30日） - 池田斉敏、第7代岡山藩主（* 1811年）
- 1863年（文久3年1月22日） - 池内大学、儒学者（* 1814年）
- 1866年（慶応2年1月25日） - 赤禰武人、奇兵隊総督（* 1838年）
- 1875年 - ヨハン・ネポムク・ホーフツィンザー、奇術師（* 1806年）
- 1879年 - 司馬凌海、医学者、言語学者（* 1839年）
- 1883年 - アレクサンドル・ゴルチャコフ、ロシア外相（* 1798年）
- 1900年 - 山田信道、農商務大臣（* 1833年）
- 1907年 - フランツ・ザッハー、料理家（* 1816年）
- 1908年 - エドモンド・デ・アミーチス、小説家（* 1846年）
- 1921年 - シャーバーン・バーナム、天文学者（* 1838年）
- 1930年 - シルビオ・ゲゼル、経済学者（* 1862年）
- 1931年 - F・W・ムルナウ、映画監督（* 1888年）
- 1936年 - 夢野久作、小説家（* 1889年）
- 1938年 - 大島正健、宗教家、言語学者、教育者（* 1859年）
- 1944年 - マックス・フライ、画家（* 1874年）
- 1945年 - ヴァルター・ホーマン、技術者、宇宙工学者（* 1880年）
- 1946年 - 川村清一、植物学者、菌類分類学者（* 1881年）
- 1950年 - 川村吾蔵、彫刻家（* 1884年）
- 1955年 - アレクサンダー・フレミング、細菌学者（* 1881年）
- 1957年 - 神西清、翻訳家（* 1903年）
- 1957年 - リチャード・バード、探検家（* 1888年）
- 1959年 - レスター・デント、SF作家（* 1904年）
- 1967年 - ウォルター・A・シューハート、統計学者（* 1891年）
- 1968年 - 佐武林蔵[13]、実業家、サクラクレパス創業者（* 1886年）
- 1969年 - ジョン・ウィンダム、SF作家（* 1903年）
- 1971年 - フィロ・ファーンズワース、発明家（* 1906年）
- 1971年 - 沢東洋男、プロ野球審判員、プロ野球監督（* 1890年）
- 1972年 - ザック・ウィート、プロ野球選手（* 1888年）
- 1972年 - フレドリック・ブラウン、小説家（* 1906年）
- 1976年 - 岸本英太郎、経済学者（* 1914年）
- 1976年 - ボリス・イオファン、建築家（* 1891年）
- 1976年 - ゴードン・ドブソン、物理学者、気象学者（* 1889年）
- 1980年 - 植木庚子郎、政治家（* 1900年）
- 1980年 - 伊藤雄之助、俳優（* 1919年）
- 1981年 - ギー・レベル、フィギュアスケート選手（* 1941年）
- 1982年 - エドマンド・クーパー、SF作家（* 1926年）
- 1985年 - 宝生弥一、能楽師（* 1908年）
- 1985年 - 佐々木勉、作詞家、作曲家（* 1938年）
- 1986年 - サニー・テリー、ブルース歌手、ハーモニカ奏者（* 1911年）
- 1989年 - 岡田実、アナウンサー（* 1919年）
- 1992年 - 島崎蓊助、画家（* 1908年）
- 1992年 - リチャード・ブルックス、映画監督、脚本家（* 1912年）
- 1994年 - 高品格、俳優（* 1919年）
- 1996年 - 畑田国男、漫画家（* 1944年）
- 1997年 - 荒井秀吉、実業家、政治家、元結城市長（* 1941年）
- 1998年 - 堺左千夫、俳優（* 1925年）
- 1999年 - 及川舜一、政治家、元一関市長（* 1914年）
- 1999年 - 飯吉馨[14]、ジャズ・ピアニスト、作曲家、編曲家（* 1933年）
- 1999年 - 多田かおる、漫画家（* 1960年）
- 1999年 - 舘信吾、レーサー（* 1977年）
- 2000年 - 松坂佐一、法学者（* 1898年）
- 2000年 - アルフレート・シュヴァルツマン、体操競技選手、1936年ベルリン五輪金メダリスト（* 1912年）
- 2001年 - 上村松篁、日本画家（* 1902年）
- 2002年 - マリオン・G・デーンホフ、著作家（* 1909年）
- 2002年 - ジェームズ・トービン、経済学者（* 1918年）
- 2002年 - 古山高麗雄、小説家（* 1920年）
- 2002年 - 北村茂男、経営者、元オリンパス光学工業社長（* 1922年）
- 2002年 - 佐川清、佐川急便創業者（* 1922年）
- 2002年 - 卜部亮吾、昭和天皇の侍従（* 1924年）
- 2003年 - 日暮雅信、作曲家（* 1927年）
- 2004年 - フィリップ・フィッシャー、投資家（* 1907年）
- 2004年 - 島田彰、声優（* 1934年）
- 2004年 - 佐藤まさあき、漫画家、実業家（* 1939年）
- 2005年 - 宮澤章二、詩人、作詞家（* 1919年）
- 2006年 - バーニー・ジョフリオン、アイスホッケー選手（* 1931年）
- 2006年 - スロボダン・ミロシェヴィッチ、政治家、ユーゴスラビア第3代大統領（* 1941年）
- 2007年 - ベティ・ハットン、女優、歌手（* 1921年）
- 2008年 - 根岸明美、女優（* 1934年）
- 2010年 - 月城彰子[15]、女優（* 1920年）
- 2010年 - 村松巌、七十七銀行元頭取（* 1926年）
- 2010年 - 佐藤昭子、田中角栄の秘書（* 1928年）
- 2010年 - ガイ・ミッチェル、プロレスラー（* 1941年）
- 2011年 - 下川原孝、陸上競技選手（* 1906年）
- 2011年 - 加藤宏暉、政治家、元岩手県大槌町長（* 1942年）
- 2011年 - 土井喜美夫、政治家、元石巻市長（* 1943年）
- 2011年 - 佐野正文、ラグビー選手（* 1948年）
- 2011年 - 佐藤恵利子、サッカー選手（* 1979年）
- 2012年 - 有田忠郎、詩人、フランス文学者、翻訳家、西南学院大学名誉教授（* 1928年）
- 2012年 - 永江一仁、政治家（* 1936年）
- 2014年 - 大島襄二、文学博士、文化地理学者、関西学院大学名誉教授、太平洋学会第三代会長（* 1920年）
- 2014年 - 森下元晴、政治家、、第61代厚生大臣（* 1922年）
- 2014年 - 金春惣右衛門、能楽師、人間国宝、能楽太鼓方金春流22世宗家（* 1924年）
- 2014年 - 沼本克明、日本語学者、広島大学名誉教授（* 1943年）
- 2014年 - 吉田栄勝、レスリング指導者（* 1952年）
- 2015年 - 波田久夫、俳優、演出家（* 1929年または1930年）
- 2015年 - 中田勝、漢学者（* 1926年）
- 2017年 - 野田日吉[16]、実業家、元日本食品化工社長（* 1925年）
- 2018年 - 中瀬喜陽、郷土史家、南方熊楠顕彰館名誉館長（* 1933年）
- 2018年 - ダニエレ・ロンバルディ、現代音楽作曲家、ピアニスト（* 1946年）
- 2019年 - ハル・ブレイン、ドラマー、スタジオ・ミュージシャン（* 1929年）
- 2019年 - 勝俣孝雄、経営者、元新日本製鐵（現：新日鐵住金）副社長・九州石油（現：ENEOS）社長・会長（* 1930年）
- 2019年 - 川戸貞吉、アナウンサー、ラジオディレクター、演芸評論家（* 1938年）
- 2019年 - アントニオ・ウィルソン・オノリオ、サッカー選手（* 1943年）
- 2020年 - チャールズ・ウォリネン、作曲家（* 1938年）
- 2020年 - タチアナ・プロロチェンコ、陸上競技選手、1980年モスクワ五輪金メダリスト（* 1952年）
- 2020年 - 磯野剛太[17]、登山家（* 1954年）
- 2021年 - 山崎剛太郎、詩人、フランス文学翻訳家（* 1917年）
- 2021年 - 日下部悦二、実業家、元古河電気工業社長（* 1923年）
- 2021年 - イシドア・マンコフスキー、撮影監督（* 1931年）
- 2021年 - 山崎広太郎、政治家、元福岡市長（* 1941年）
- 2021年 - 前の山太郎、元大相撲力士、元高田川部屋師匠（* 1945年）
- 2022年 - 近藤淳、物理学者、東邦大学名誉教授（* 1930年）
- 2022年 - 三浦精、工学者、京都大学名誉教授（* 1932年）
- 2022年 - 佐々木正、実業家、元日本原燃社長（* 1935年）
- 2022年 - ルピヤ・バンダ、政治家、元ザンビア共和国大統領（* 1937年）
- 2022年 - 中村勝行、脚本家、小説家（* 1942年）
- 2022年 - グヮイヨ・セデーニョ、ミュージシャン、音楽プロデューサー（* 1974年）
- 2022年 - アンドレイ・コレスニコフ、軍人（* 1977年）
- 2022年 - ティリオロ・ウィリー、陸上競技選手（* 1999年）
- 2023年 - 伝印、禅僧（* 1927年）
- 2023年 - ジョン・ジェイクス、SF作家、ファンタジー作家、児童文学作家、歴史小説家（* 1931年）
- 2023年 - 野間赳、政治家、元農林水産副大臣（* 1934年）
- 2023年 - 陳建一、中華料理（四川料理）の料理人、調理師、料理研究家（* 1956年）
- 2024年 - リサ・ラーソン、陶芸家（* 1931年）
- 2024年 - マラキー・マッコート、俳優、作家、政治家（* 1931年）
- 2024年 - 村崎正人、教育者、学校法人村崎学園理事長（* 1947年）
- 2025年 - 吉川綾子、陸上競技（短距離走・走幅跳）選手（* 1933年）
- 2025年 - いしだあゆみ、歌手、女優（* 1948年）
- 2025年 - 藤川晋之助、選挙プランナー（* 1953年）

## 記念日・年中行事

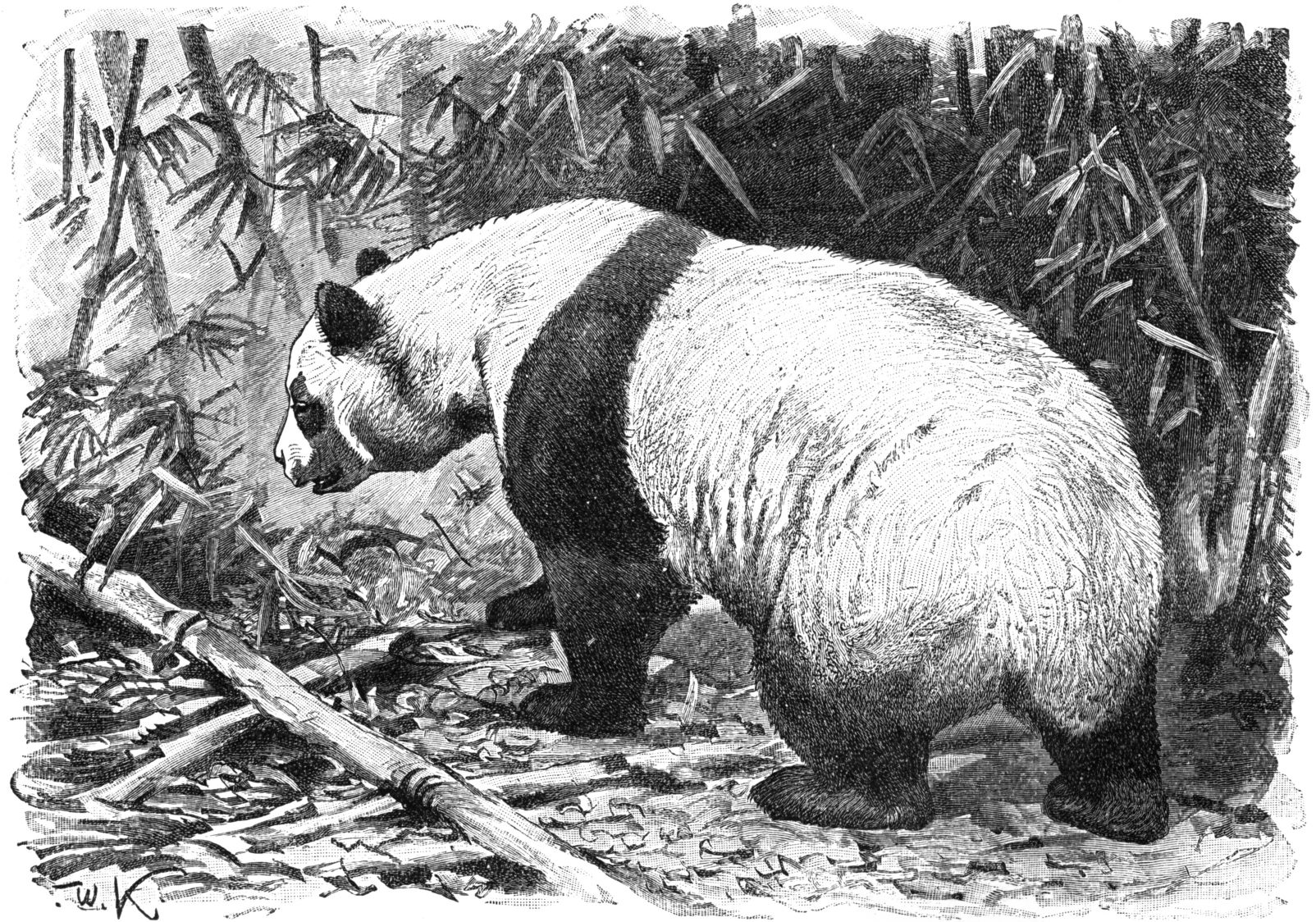
ジャイアントパンダの生態図
アルフレート・ブレーム編著『ブレーム動物事典 (en)』（1927年刊）を飾る挿絵の1枚。

- 独立記念日（ リトアニア）
1990年のこの日、リトアニアがソビエト連邦からの独立を宣言した。
- ジョニー・アップルシードの日（ アメリカ合衆国）
- パンダ発見の日（厳密には、ジャイアントパンダ発見の日）
1869年のこの日、中国四川省の民家で、伝道中のフランス人神父アルマン・ダヴィド (en) が、白と黒の奇妙なクマの毛皮を見せられた。これが、欧米でジャイアントパンダが知られるきっかけとなった。なお、この日を「パンダ発見の日」とするのは日本独自のことであり、学術的に正確な話ではない。パンダの生物学的発見はレッサーパンダが先であり、体格の大きい種が新たに発見されたことによって元々「パンダ」と呼ばれていたものが「レッサーパンダ」、大きいほうを「ジャイアントパンダ」と呼び分けることになり、さらに後者のほうが有名になるに連れて「パンダ」の名が後者の略称のように認識されるに至ったものである。